# Filialkirche Dobersberg

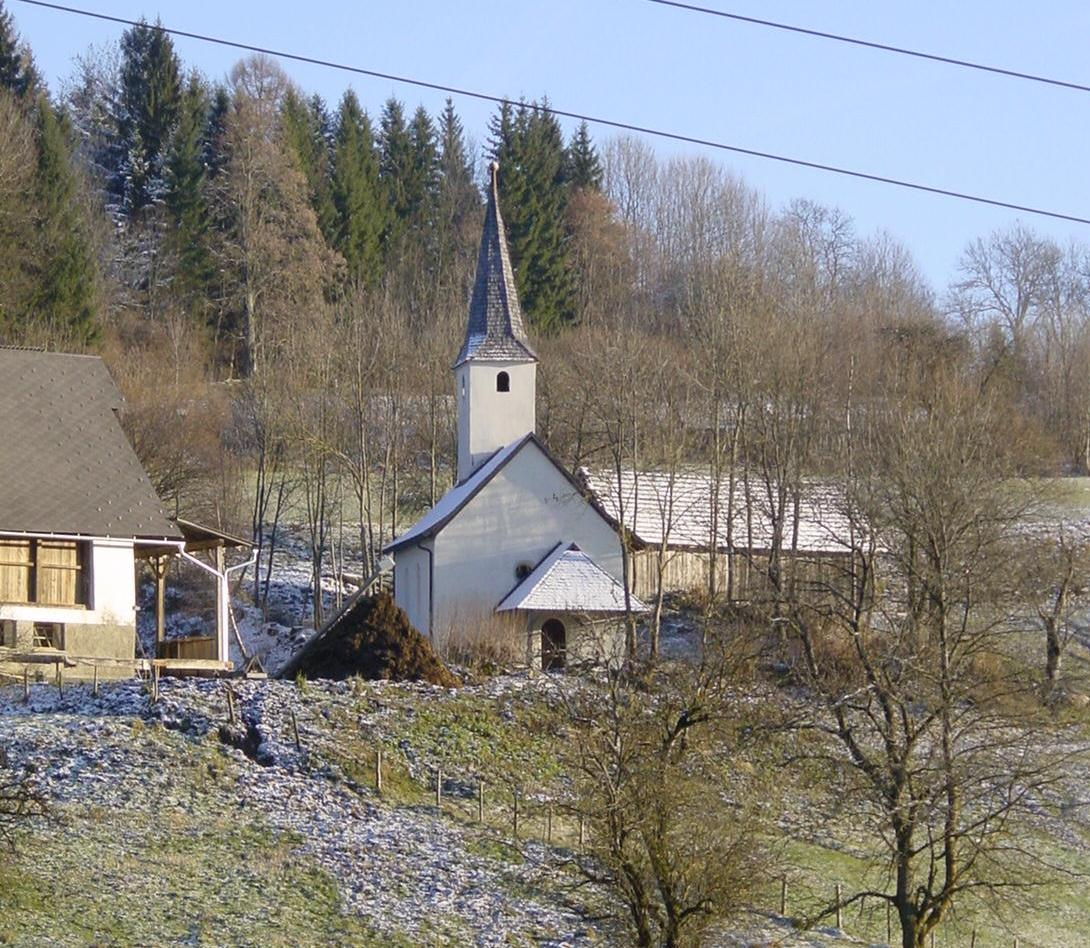

Die römisch-katholische Filialkirche Dobersberg in der Gemeinde Straßburg ist dem heiligen Michael geweiht. Die Kirche gehört zur Pfarre St. Georgen unter Straßburg. Sie wurde zwischen 1214 und 1217 erstmals genannt. Das Gebäude steht unter Denkmalschutz (Listeneintrag).

## Baubeschreibung
Das Gotteshaus ist ein kleiner romanischer Bau mit einem Langhaus aus dem 13. oder frühen 14. Jahrhundert, einem leicht eingezogenen, gerade geschlossenen Chor und einem verputzten Dachreiter mit Spitzhelm. Das rundbogige Westportal besitzt eine Tür mit Bandbeschlag und wird von einem Vordach geschützt. Über dem Vordach befindet sich ein gotisches Dreipassfenster.
An der Südwand haben sich ein Weltgerichtsfresko in zwei Registern und ein Christophorusfresko aus der Mitte des 14. Jahrhunderts erhalten.
Im Kircheninneren verbindet ein rundbogiger Triumphbogen das flachgedeckte Langhaus mit dem quadratischen Chor, der ein Stichkappengewölbe vom Ende des 18. Jahrhunderts hat.

## Einrichtung
Der barocke Hochaltar von 1696 zeigt am Altarblatt den ungläubigen Thomas, an den seitlichen Gemälden die Heiligen Nikolaus und Martin. Im Aufsatz steht die Figur des Erzengels Michael. Das geschnitzte Antependium entstand um 1720.
Die beiden Seitenaltäre sind mit 1651 und 1693 bezeichnet. Die Altarblätter zeigen am linken Seitenaltar den heiligen Sebastian und die Heilige Familie und am rechten Seitenaltar die Heiligen Franz Xaver und Stephanus. Die Kanzel von 1691 ist am Korb mit einer Darstellung des Jüngsten Gerichts bemalt.